# Formule 40
La Formule 40 est l'une des premières classes de multicoques de course à la voile, apparue en France dans les années 1980.

## Historique
La Formule 40 a été créée en 1985 par la Fédération française de voile pour permettre le développement des multicoques – en pleine révolution après la victoire de Mike Birch en 1978 dans la première Route du Rhum sur le trimaran Olympus Photo – et l'éclosion de nouveaux skippers. En effet, la relative simplicité de la formule laisse la liberté aux architectes de construire des voiliers – catamaran ou trimaran – innovants tout en conservant un budget relativement limité (entre 600 000 et 850 000 francs pour le navire et entre 200 000 et 400 000 francs par saison).
La plupart des épreuves consistent en des régates côtières appelées Grand Prix, ainsi qu'en quelques courses au large, comme la Multi-Figaro.
La Formule 40 attire des marins reconnus comme Philippe Poupon, Yvon Fauconnier ou Loïck Peyron et voit arriver de jeunes navigateurs comme Jean Le Cam, Christophe Auguin, Roland Jourdain ou Michel Desjoyeaux.
Malgré les premiers succès, la Formule 40 perd en attractivité à la fin des années 1980, en raison de la concurrence des multicoques de 60 pieds et de l'augmentation progressive des budgets, et elle disparaît en 1989.

## Description
- Longueur hors-tout : de 10,60 m à 12,19 m (40 pieds),
- Poids : 1,8 t minimum,
- Surface maximale de voile : 90 m² au près, 180 m² au portant.